# Bistum Ahmedabad
Das Bistum Ahmedabad (lateinisch: Dioecesis Ahmedabadensis) ist eine in Indien gelegene römisch-katholische Diözese mit Sitz in Ahmedabad.

## Geschichte
Das Bistum Ahmedabad wurde 1934 aus Gebietsabtretungen des Erzbistums Bombay als Mission sui juris Ahmedabad errichtet und diesem als Suffraganbistum unterstellt. Es wurde am 5. Mai 1949 durch Papst Pius XII. mit der Apostolischen Konstitution Bombayensis Archidioecesis erhoben. Am 26. Februar 1977 gab das Bistum Ahmedabad Teile seines Territoriums zur Gründung des Bistums Rajkot ab. Eine weitere Gebietsabtretung erfolgte am 11. November 2002 zur Gründung des Erzbistums Gandhinagar. Am 11. November 2002 wurde das Bistum Ahmedabad dem Erzbistum Gandhinagar als Suffraganbistum unterstellt.

## Territorium
Das Bistum Ahmedabad umfasst die Distrikte Ahmedabad, Anand und Kheda im Bundesstaat Gujarat.

## Bischöfe von Ahmedabad
- Edwin Pinto SJ, 1949–1973
- Charles Gomes SJ, 1974–1990
- Stanislaus Fernandes SJ, 1990–2002, dann Erzbischof von Gandhinagar
- Thomas Ignatius MacWan, 2002–2015, dann Erzbischof von Gandhinagar
- Athanasius Rethna Swamy Swamiadian, seit 2018